# Alida Neave
Alida Neave est une joueuse de tennis sud-africaine des années 1920.
Elle a notamment atteint la finale du double dames à Roland Garros en 1929, associée à Bobbie Heine.

## Palmarès (partiel)

### Finale en double dames
| No | Date       | Nom et lieu du tournoi         | Catégorie | Surface      | Vainqueures                  | Partenaire   | Score    |          |
| -- | ---------- | ------------------------------ | --------- | ------------ | ---------------------------- | ------------ | -------- | -------- |
| 1  | 20/05/1929 | Internationaux de France Paris | G. Chelem | Terre (ext.) | Lilí Álvarez Cornelia Bouman | Bobbie Heine | 7-5, 6-3 | Parcours |

## Parcours en Grand Chelem (partiel)
Si l’expression « Grand Chelem » désigne classiquement les quatre tournois les plus importants de l’histoire du tennis, elle n'est utilisée pour la première fois qu'en 1933, et n'acquiert la plénitude de son sens que peu à peu à partir des années 1950.

### En simple dames
| Année | Championnat d'Australie | Championnat d'Australie | Internationaux de France | Internationaux de France | Wimbledon       | Wimbledon    | US National | US National |
| 1929  | -                       | -                       | 1/4 de finale            | Eileen Bennett           | 1er tour (1/64) | Helen Jacobs | -           | -           |

À droite du résultat, l’ultime adversaire.

### En double dames
| Année | Championnat d'Australie | Championnat d'Australie | Internationaux de France | Internationaux de France | Wimbledon                    | Wimbledon              | US National | US National |
| 1929  | -                       | -                       | Finale Bobbie Heine      | Lilí Álvarez C. Bouman   | 1er tour (1/32) Bobbie Heine | E. Harvey M. McIlquham | -           | -           |

Sous le résultat, la partenaire ; à droite, l’ultime équipe adverse.